# In Light-Years There's No Hurry
In Light-Years There’s No Hurry (нидерл. In lichtjaren heeft niemand haast, буквально — «В световых годах некуда спешить»/«На световых годах никто никуда не торопится») — книга нидерландской писательницы и поэтессы Марьолейны ван Хемстра, посвященная поискам смыслов жизни через призму космоса, в попытке дать другой и более широкий взгляд «как человек, как житель Земли». Вышла в свет в 2021 году, переведена на английский язык и издана в 2023 году.
В произведении показаны личные поиски «эффекта обзора» в различных аспектах жизни. Начиная от просмотра фотографии, сделанной телескопом «Хаббл», автор ведёт повествование через мнения астрофизиков, инженеров и теолога далее к поискам вдохновения в повседневной жизни от своих соседей, заднего двора и даже ночного вида с городского балкона, где не видно звёздное небо. Книга заканчивается пожеланием провести ночь вместе с другими людьми.
Ван Хемстра говорила в интервью, что не пытается понять вещи в своей книге, а, наоборот, хочет освободиться от понимания, ради чего и был выполнен такой «космический полёт по Земле». По её словам, люди — это «астронавты на Земле».
Подзаголовок:
- в оригинале — нидерл. Een zoektocht naar meer ruimte in ons leven (буквально — «Поиск большего пространства в нашей жизни»),
- в английском издании 2023 года — англ. Cosmic Perspectives on Everyday Life (буквально — «Космические взгляды на повседневную жизнь»).

## Оценки
Publishers Weekly охарактеризовало книгу как спуск космологии на землю, причём «любопытный, исследовательский дух и лирическая проза автора завораживают». Ван Хемстра приходит к глубокому осознанию, что мы живем «на, статистически говоря, ничтожной планете в непостижимой Вселенной», но также к выводу «пространство не выше нас».
New Scientist включило в список лучших научно-популярных книг 2023 года, а Пэт Кейн в рецензии назвал «очаровательной, сложной книгой», заметив, что «нежная активность собственной жизни [автора] по-человечески пронизывает книгу».
Рэйчел Канлифф заметила, что во времена тревог по поводу состояния мира книга «ощущалась как бальзам», также назвала её «поэтическим исследованием уменьшения масштаба».
По мнению Эндрю Робинсона в произведении лирически отражён факт, что атмосфера «означает границу», тогда как космос «апеллирует к нашему представлению о безграничности». Автор показывает «растущее расхождение во мнениях между теми, кто считает освоение космоса безответственным, потому что наша планета находится в глубоком кризисе — экологическом и ином — и теми, кто рассматривает космос как потенциальное убежище от Земли».